# إيواته (محافظة)
محافظة إيواته (باليابانية: 岩手県; إيواته-كين) هي محافظة تقع في منطقة توهوكو على جزيرة هونشو، باليابان. عاصمتها مدينة موريوكا.

## جغرافيا
تطل محافظة إيواته على المحيط الهادي من الجهة الشرقية، وعلى سلسلة جبلية من الغرب، بحدود مع محافظة أكيتا، وحدود مع محافظة أوموري من الشمال، ومحافظة مياغي من الجنوب.

### مدن
يوجد ثلاث عشر مدينة في محافظة إيواته:
| - هاتشيمانتاي - هاناماكي - إيتشينوساكي - كامايشي - كيتاكامي - كوجي - مياكو | - موريوكا (العاصمة) - نينوهة - أوفوناتو - أوشو - ريكوزينتاكا - تونو |

### بلدات وقرى
تضم المحافظة بلدات وقرى في كل من مقاطعات المحافظة:
| - مقاطعة هيغاشي-إيواي فوجيساوا - مقاطعة إيساوا كانه-غاساكي - مقاطعة إيواته إيواته كوزوماكي شيزوكويشي تاكيزاوا - مقاطعة كاميهيه أوتسوتشي | - مقاطعة كيسين سوميتا - مقاطعة كونوهه كاروماي كونوهه نودا هيرونو - مقاطعة نينوهه إيتشينوهه - مقاطعة نيشي-إيواي هيرايزومي | - مقاطعة شيموهيه فوداي إيوايزومي تانوهاتا يامادا - مقاطعة شيوا شيوا ياهابا - مقاطعة واغا نيشيواغا |

## معرض صور

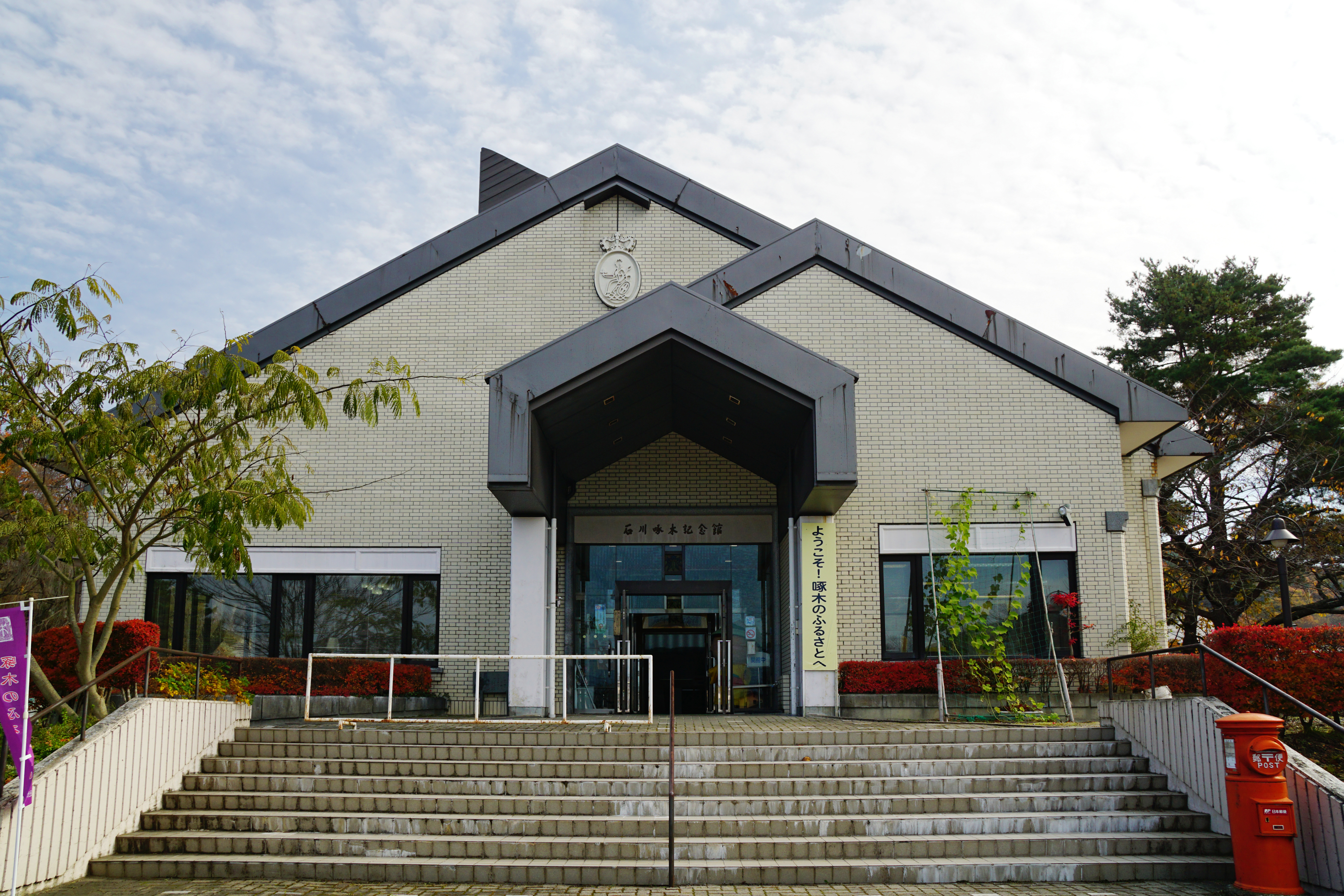
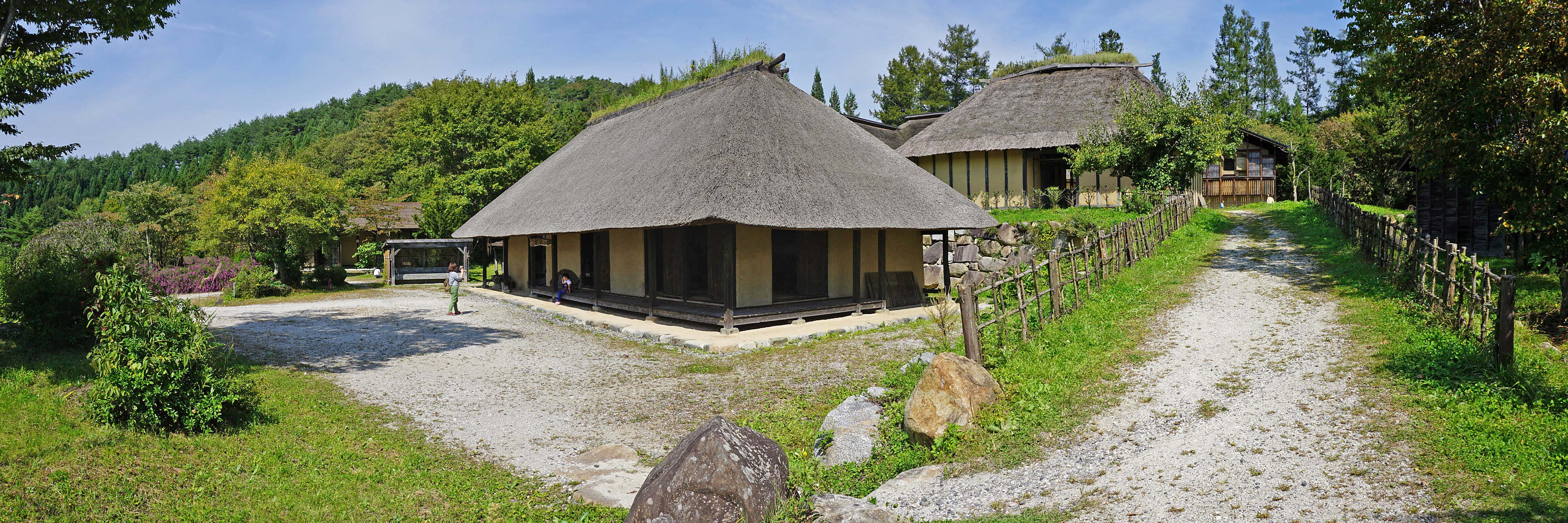
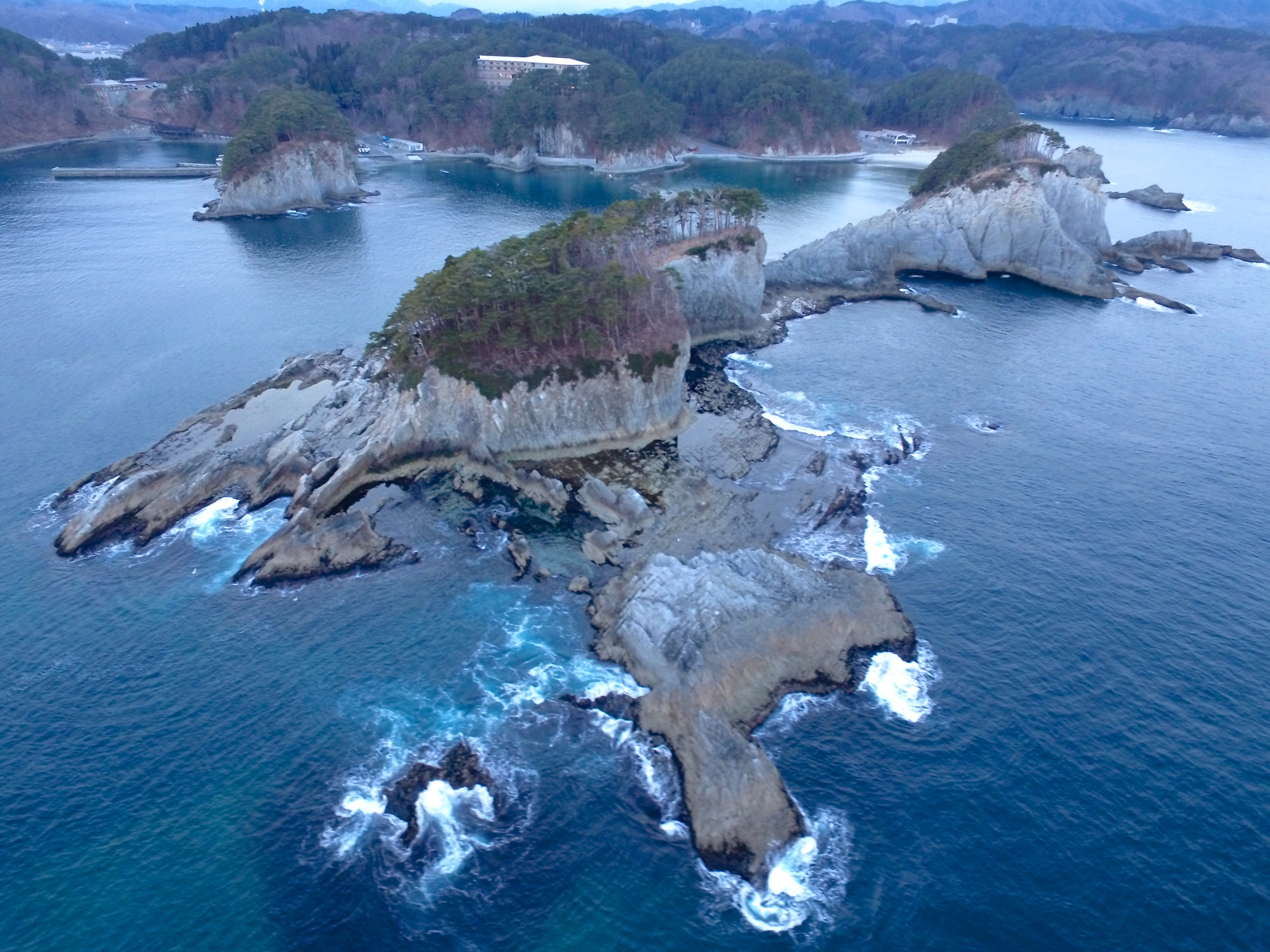
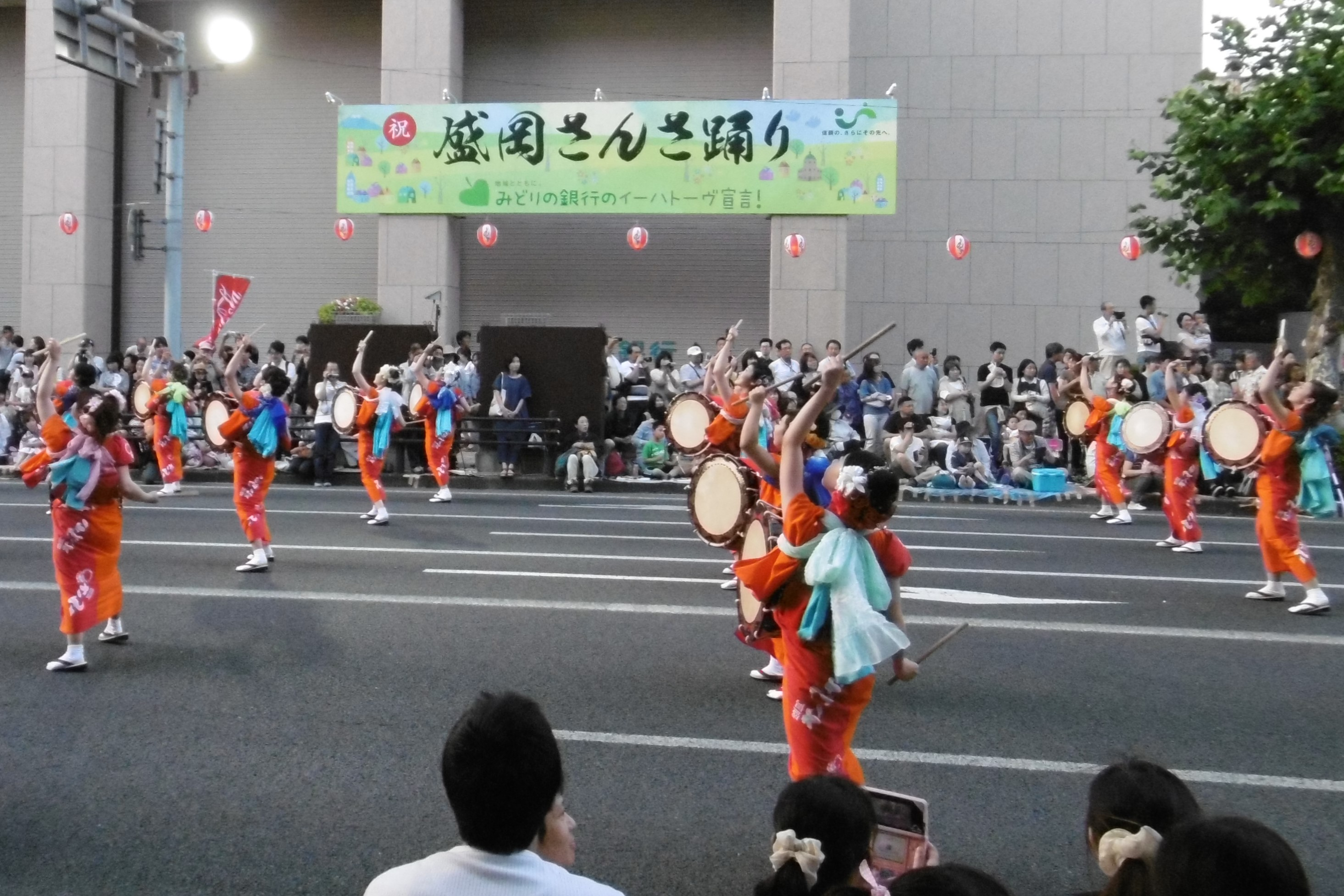

## أعلام
- توشيمي كيكوتشي
- كايدي ناكامورا
- ميتسورو كوميدا
- كازويا إيقاراشي
- أكيرا كونو